# Psittacara euops
Il parrocchetto di Cuba (Psittacara euops (Wagler, 1832)) è un uccello della famiglia degli Psittacidi.

## Descrizione
Colore generale verde, più scuro nelle parti superiori, tendente al giallognolo in quelle inferiori, ha taglia attorno ai 26 cm. Presenta macchie rosse sparse su testa, petto e spalle. Ha un evidentissimo anello perioftalmico bianco, l'iride gialla, il becco e le zampe rosa grigiastre. Gli immaturi hanno le macchie rosse molto ridotte, l'iride bruna e il piumaggio generale più pallido.

## Biologia
È erratico e si muove con una certa frequenza alla ricerca di cibo: dove maturano i frutti del jobo (Spondia luteos) compare il parrocchetto di Cuba.
La stagione riproduttiva comincia a maggio; nidifica nelle cavità delle palme e talvolta occupa nidi abbandonati dal picchio verde di Cuba (Xiphidiopicus percussus).

## Distribuzione e habitat
È endemico di Cuba dove ancora sopravvive in alcune regioni remote del paese come la penisola di Zapata e la Cuchillas del Toa.
Il suo habitat è rappresentato da boschi semidecidui e da savane alberate soprattutto con boschi di palme.

## Conservazione
Vulnerabile a causa dell'eccesso di catture e della distruzione dell'habitat.